# Ikonahime no Mikoto-jinja
Le sanctuaire Ikonahime no Mikoto, également connu sous le nom de sanctuaire Shirahama, est le plus ancien sanctuaire shinto de la région d'Izu et est situé dans la ville de Shimoda, préfecture de Shizuoka, Japon,.
Il possède un miroir sacré servant de Shintai
Il s'agit d'un sanctuaire Beppyo, ou d'un sanctuaire particulièrement remarquable d'une certaine manière et doté d'une histoire significative. C'est aussi un Myojin Taisha, un sanctuaire de rang élevé dans le vieux livre Engishiki Jinmyocho
Il est dédié à la divinité Ikonahime no Mikoto, qui occupe une place parmi les dieux des îles Izu.
Il est situé à l'extrémité de la péninsule d'Izu. Il est reconnu pour ses racines, ce qui en fait le site spirituel le plus ancien de la région. Le sanctuaire rend hommage aux divinités, avec une attention particulière portée à Ikonahime no Mikoto et Mishima Daimyojin, accompagnés de Mime, Wakamiya et Tsurugi no Miko.

## Origines et légendes
L'histoire du sanctuaire remonte à l'année du règne de l'empereur Kōan, lorsqu'une divinité a été amenée de Miyakejima. Initialement inscrite à Shirahama avant d'être transférée à Mishima. La légende raconte qu'il y a 2 400 ans, Mishima Daimigami et d'autres divinités sont arrivées à Shirahama pour établir le territoire d'Izu.
Son établissement est attribué à Mishima Daimyojin, une figure vénérée dans la mythologie shinto. Selon la légende, Mishima Daimyojin est arrivé sur la péninsule d'Izu via le courant Kuroshio, guidé par ses divinités, Mime, Wakamiya et Tsurugi no Miko. Il a choisi le cadre tranquille de Shirahama pour sa demeure. La légende se poursuit avec l'union de Mishima Daimyojin avec Ikonahime no Mikoto, issue de la lignée du sanctuaire de Kamo, symbolisant un mélange d'êtres et de sainteté terrestre.

## Divinités honorées
La principale divinité vénérée dans ce sanctuaire est Ikonahime no Mikoto, également reconnue comme l'après-dieu de Mishima. Parmi les autres divinités vénérées figurent Mishima Daimyojin, la déesse Mime, Wakamiya et Tsurugi no Miko.

## Bénédictions spirituelles présumées
Le sanctuaire est connu pour accorder des bénédictions telles que la protection contre les adversités, le renforcement des liens, la garantie de la sécurité, la promotion de récoltes abondantes et du succès commercial, la protection lors de l'accouchement et des conditions de circulation, ainsi que l'amélioration de la prospérité des foyers.

## Détails architecturaux
Documenté dans l' Engishiki Jinmyocho compilé en décembre 927 apr. J.-C., il met en évidence sa signification religieuse.
Dans l'enceinte du temple, il y a 26 temples collectivement appelés sanctuaire Nijuroku Sha, créé en 1921. Ces êtres divins étaient à l’origine vénérés individuellement dans chaque foyer, au sein de la communauté des sanctuaires.

## Pèlerinages et festivités
Le temple organise des cérémonies et des événements qui honorent l'héritage historique et spirituel des îles Izu. Les visiteurs ont la possibilité de participer à des prières et à des rituels montrant du respect envers les divinités et recherchant leurs bénédictions.

### Le festival Hitachi
L'un des événements à l'ordre du jour des sanctuaires de Shirahama est le très animé festival Hitachi qui se tient fin octobre.
Le festival sert de phare marquant le début de l'événement de l'année à travers les Sept Îles d'Izu. Les rituels cérémoniels commencent par les prêtres du sanctuaire allumant des torches le long du littoral, un geste censé alerter toutes les divinités résidant sur les Sept Îles d'Izu du début du festival. Une branche d'arbre est présentée aux dieux, suivie d'un spectacle de feux d'artifice qui illumine le ciel nocturne. Alors que les torches s'éteignent, le grand final se déroule avec un spectacle de feux d'artifice.
Le lendemain des festivités initiales, une affluence de visiteurs se rassemble sur le terrain du sanctuaire. Un assortiment de stands proposant des biens et services. Le festival inclut également des performances de Shirahama Daiko, un ensemble de tambours, et de la danse Sanbaso. Cette dernière a été désignée comme un bien culturel par la ville de Shimoda, soulignant le rôle du festival dans la préservation et la mise en valeur du patrimoine culturel local.

## Galerie

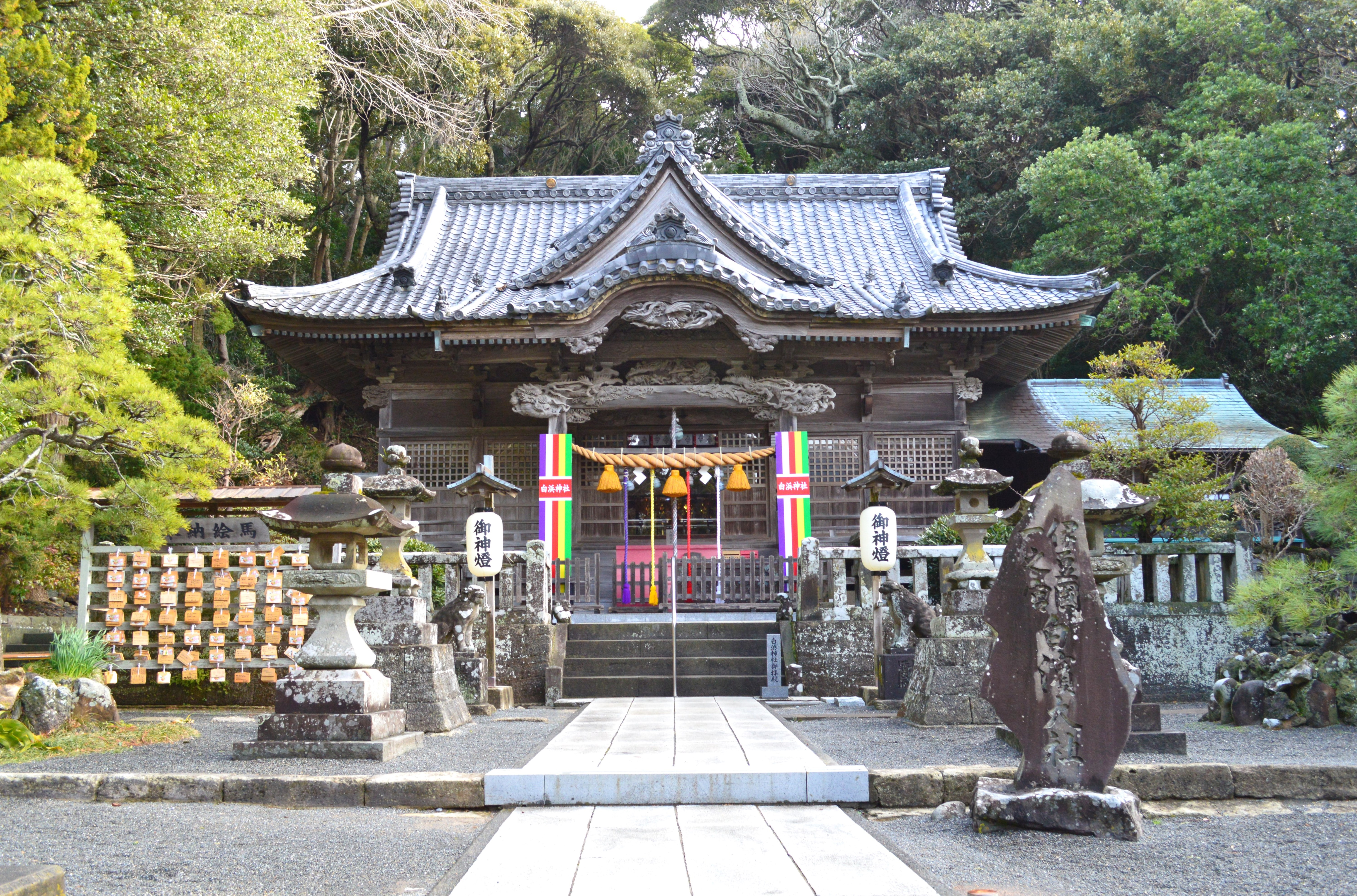
Haiden (salle de culte) d'Ikonahime no Mikoto-jinja
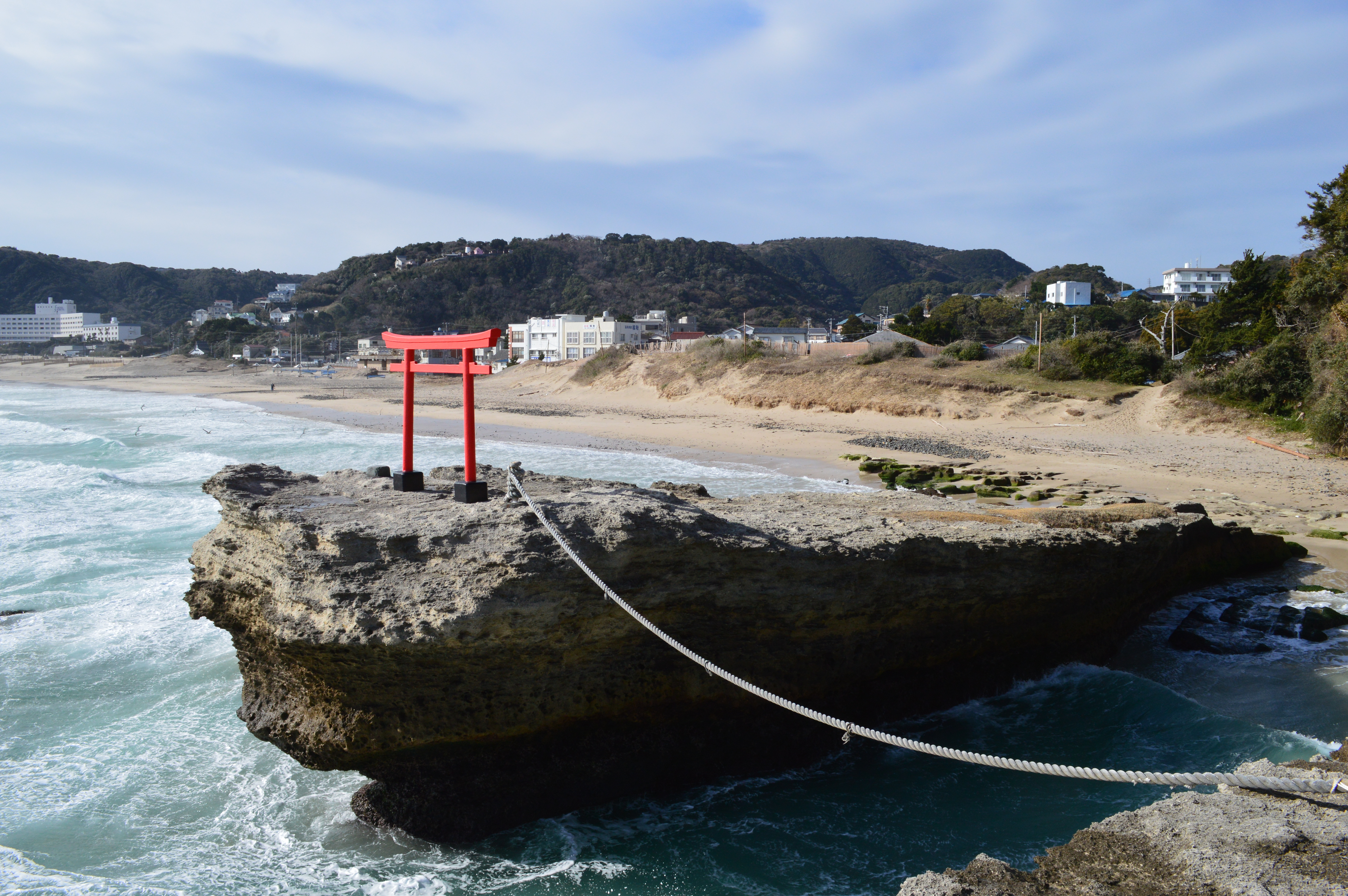
Daimyojin-iwa 2 (Grand Rocher des Divinités)
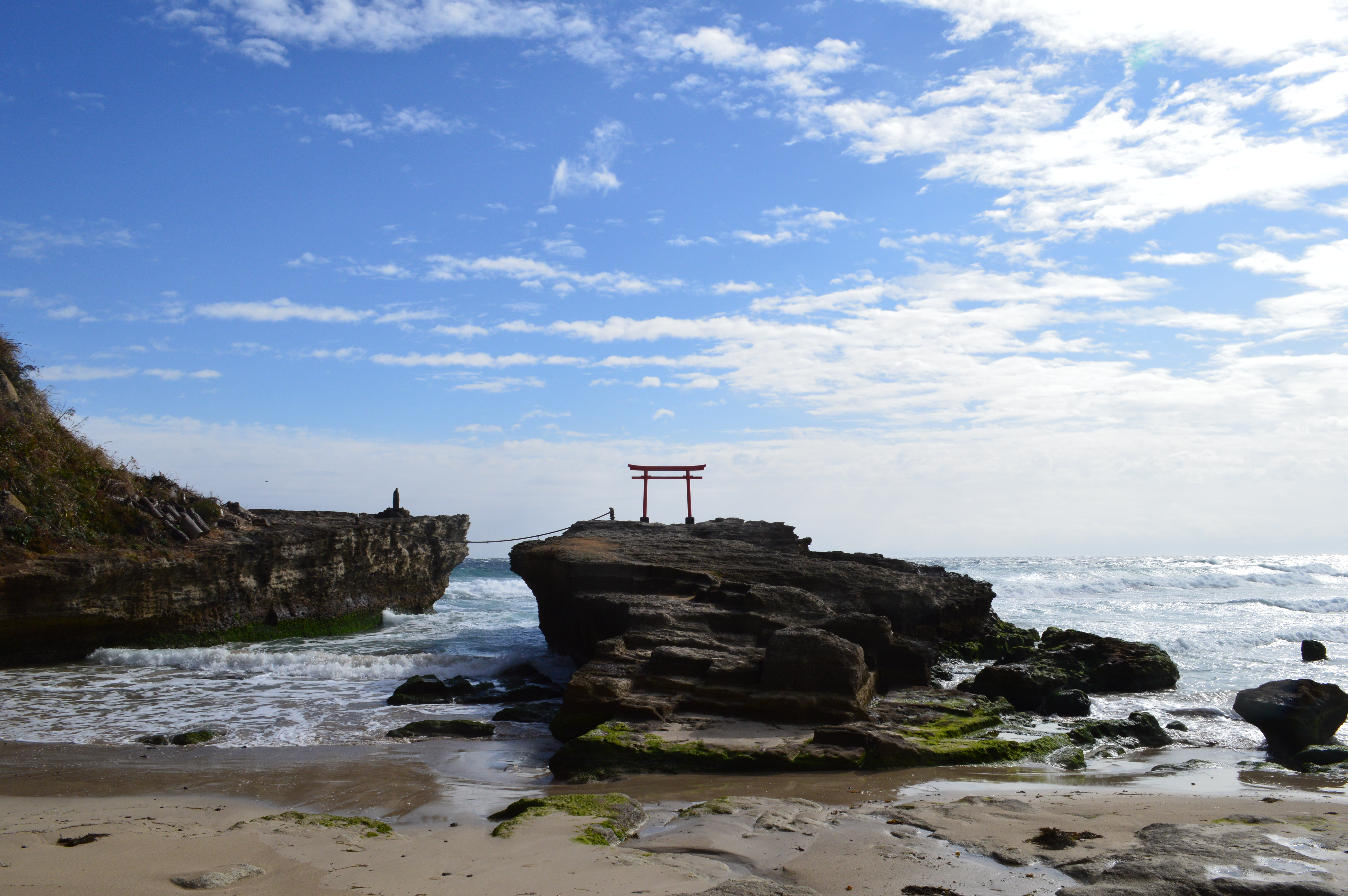
Daimyojin-iwa (Grand Rocher Divin)
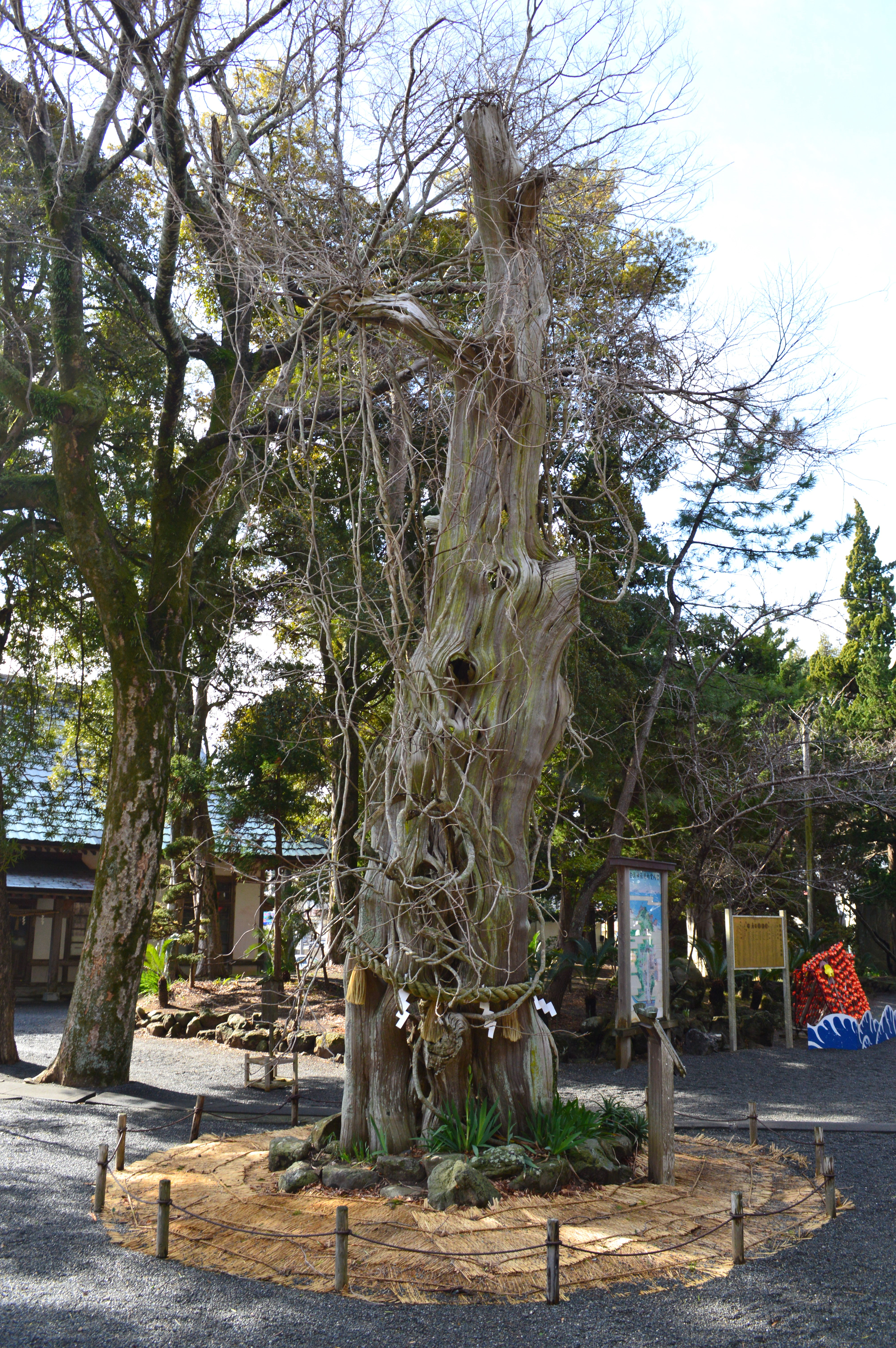
Hakuryu-no-byakushin (Arbre Sacré Blanc du Dragon Blanc)
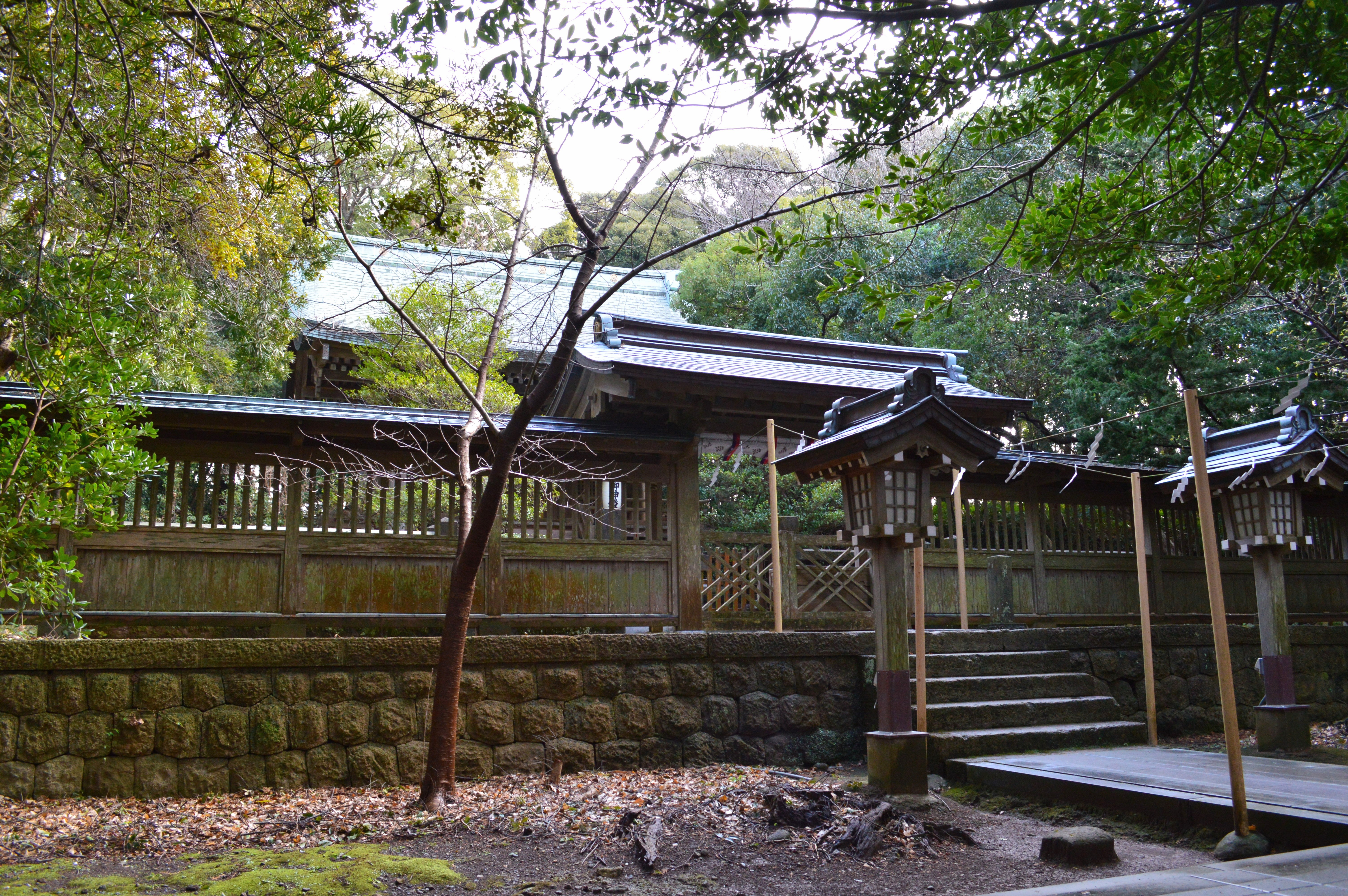
Honden 1 (sanctuaire principal)
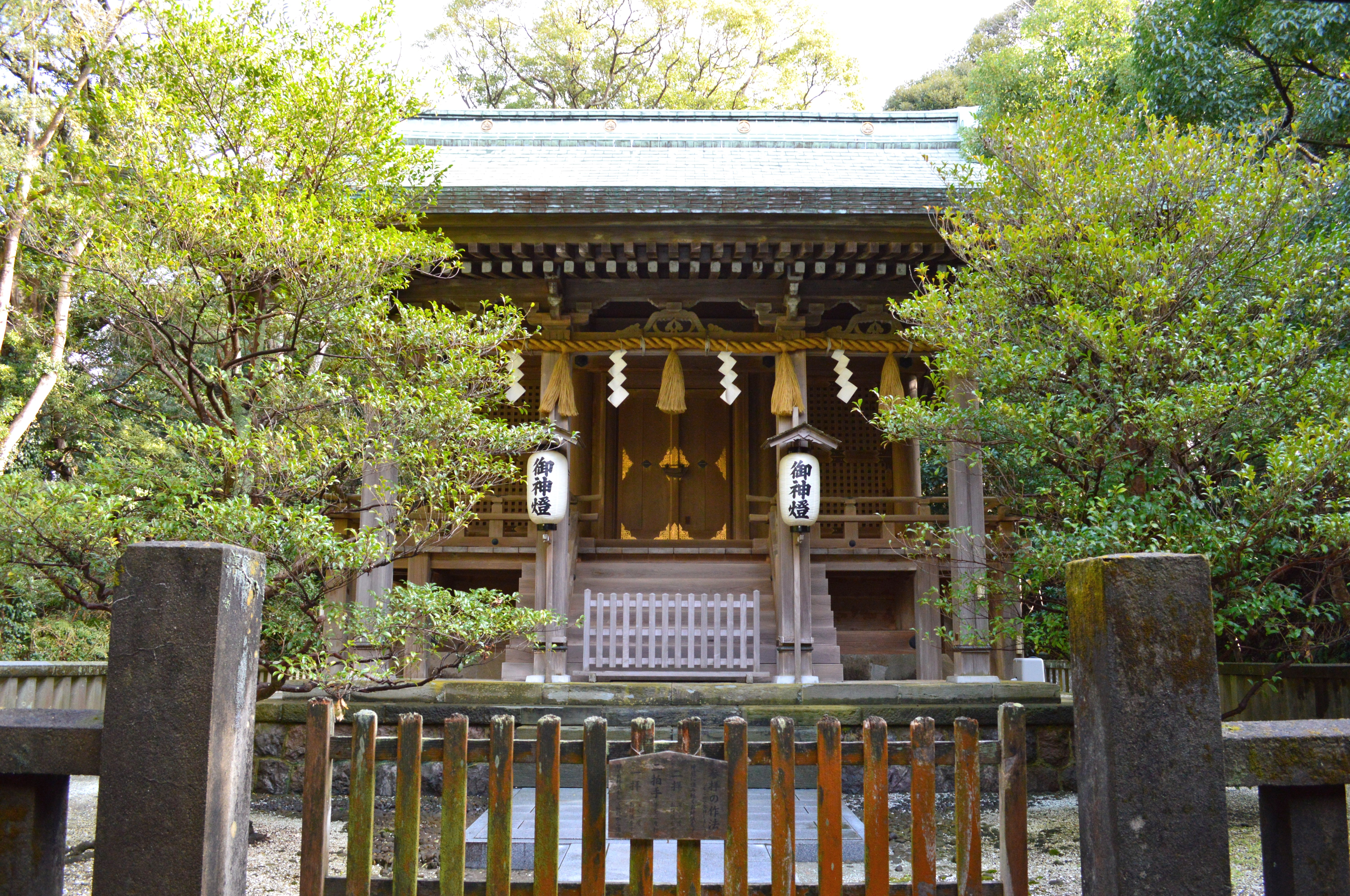
Honden 2 (sanctuaire principal)
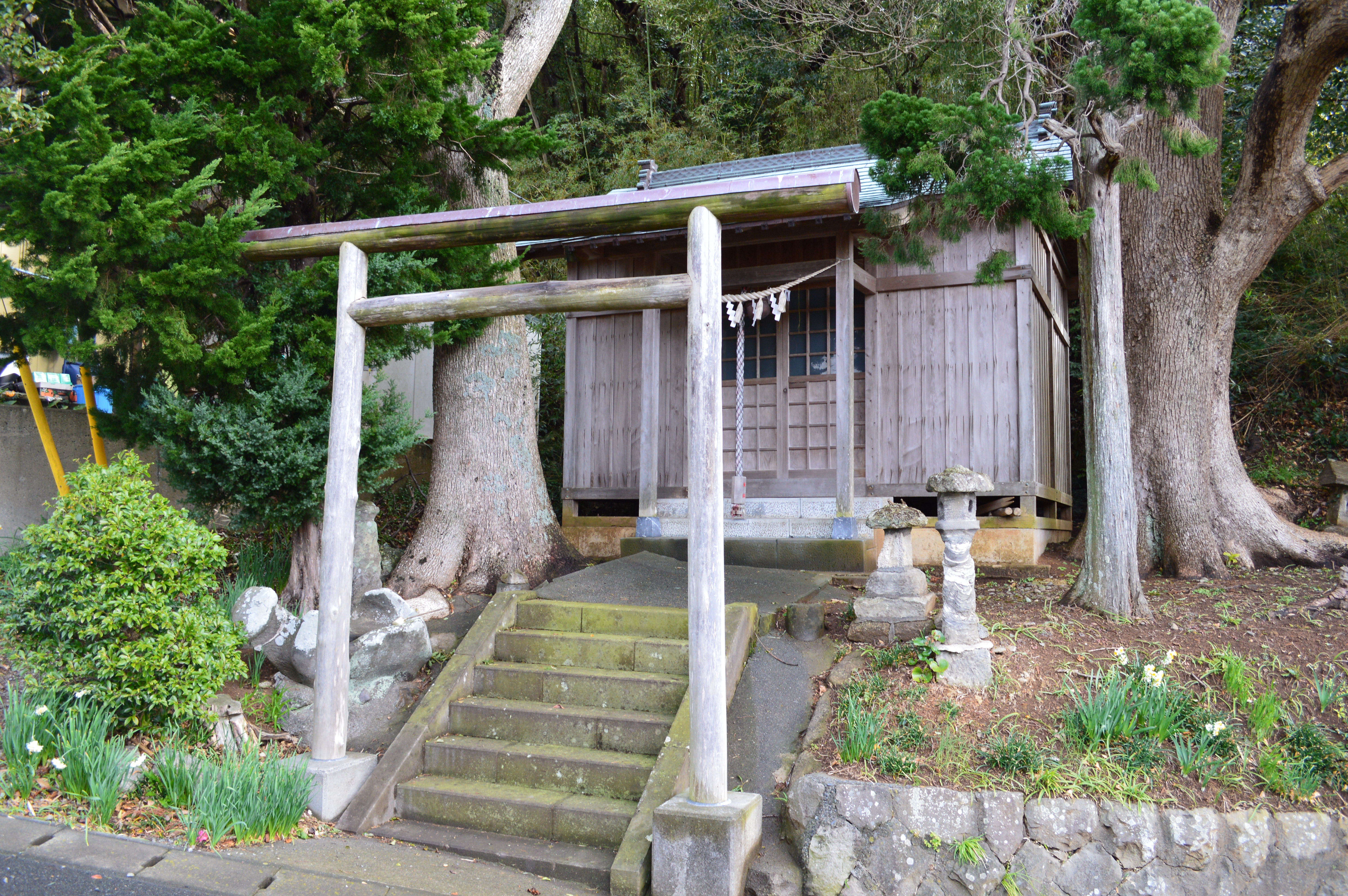
Junimyojin-sha (sanctuaire des douze divinités)
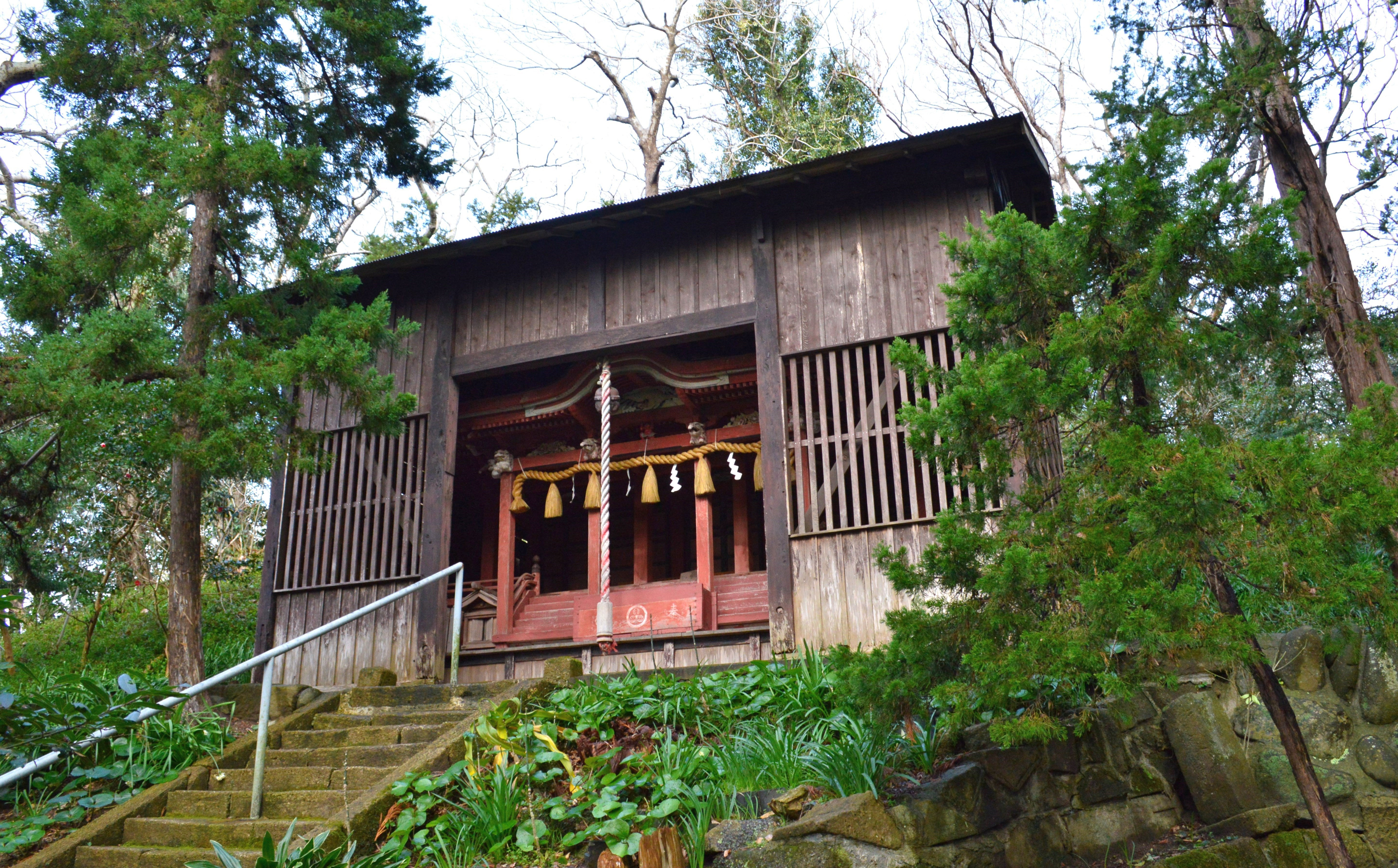
Keidaisha (sanctuaire auxiliaire)
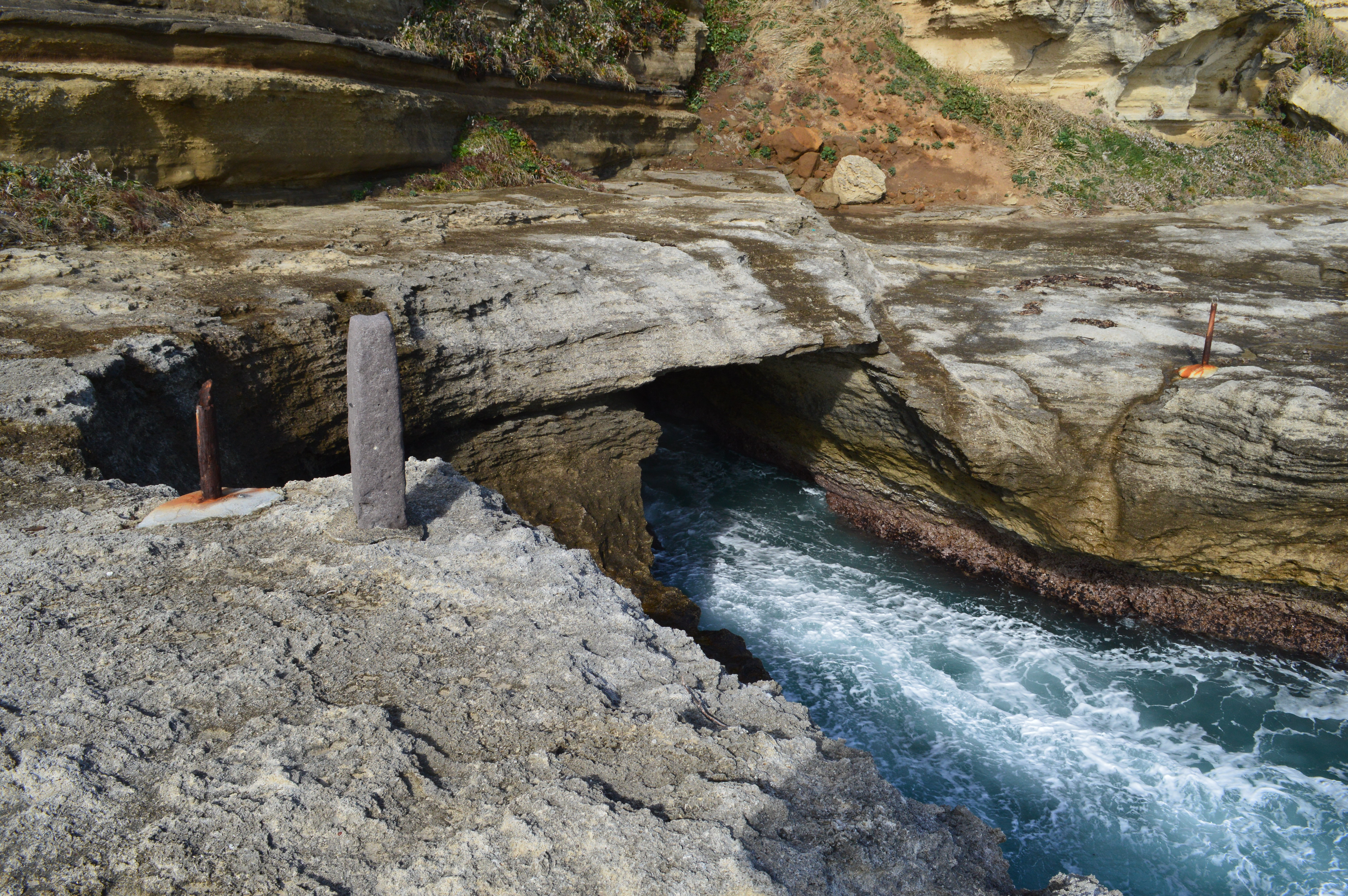
Entrée Mikama
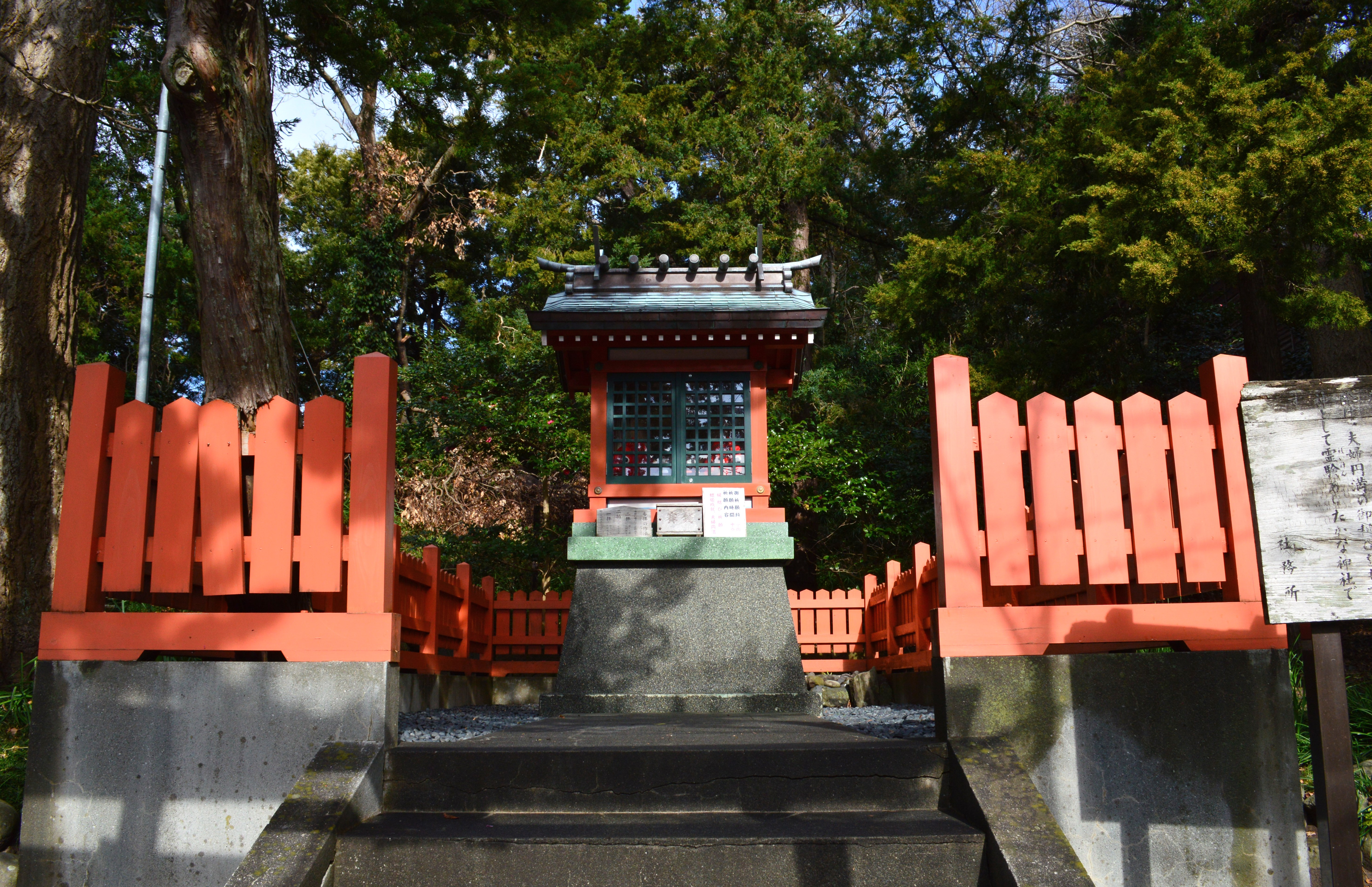
Mime-benzaiten (Benzaiten gravé)
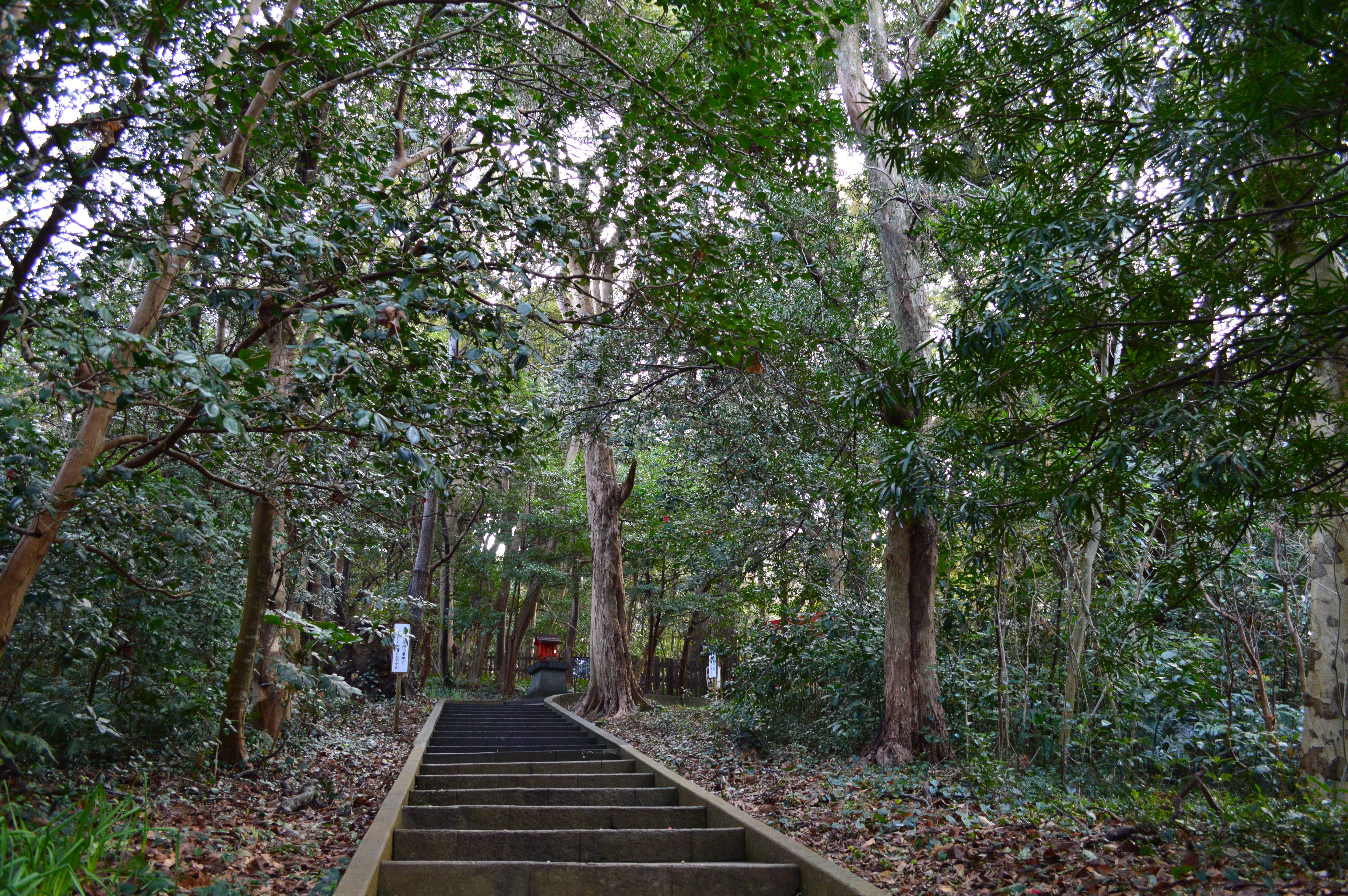
Shasou (entrepôt du sanctuaire)
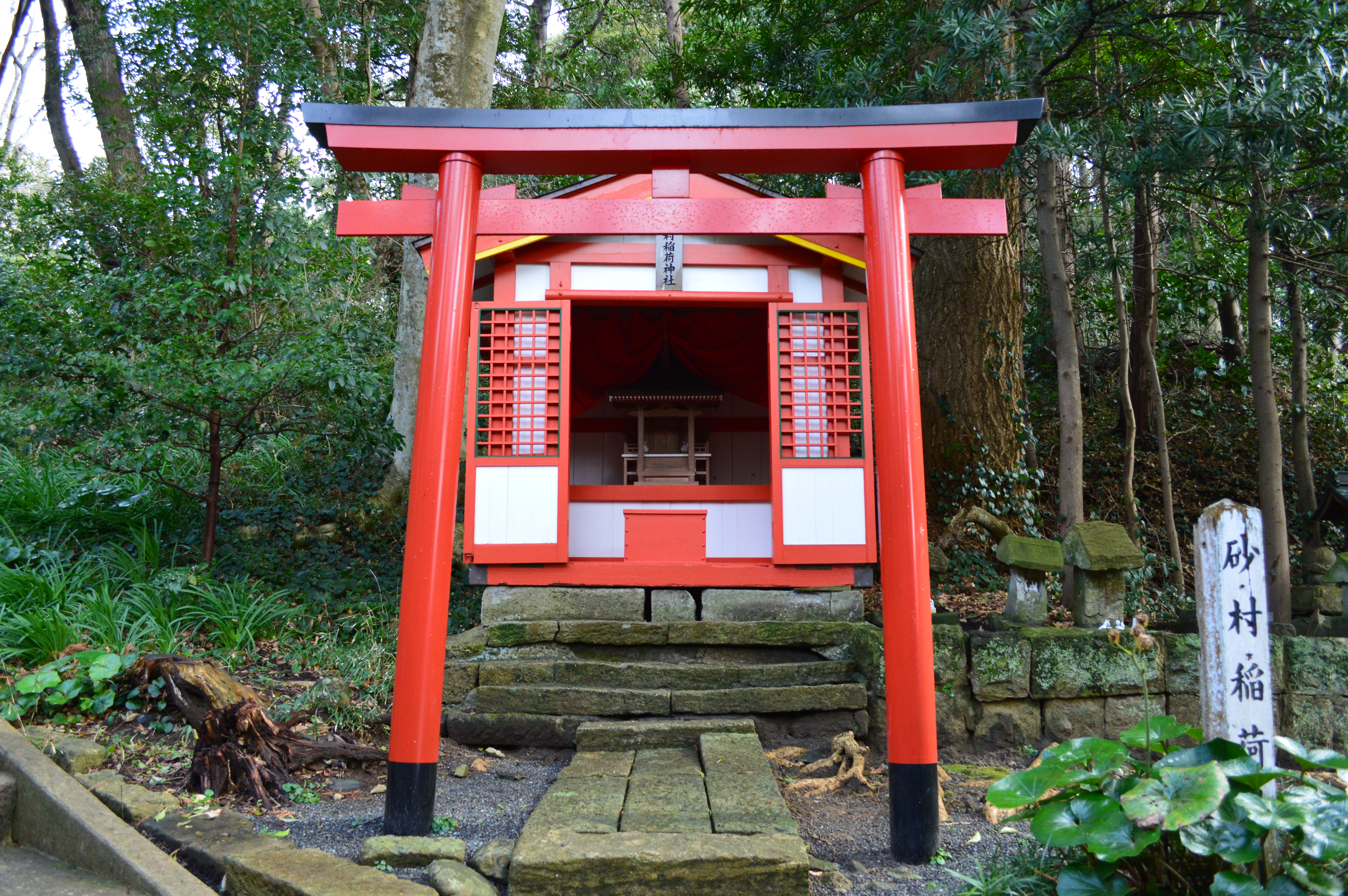
Sunamura-inari-jinja
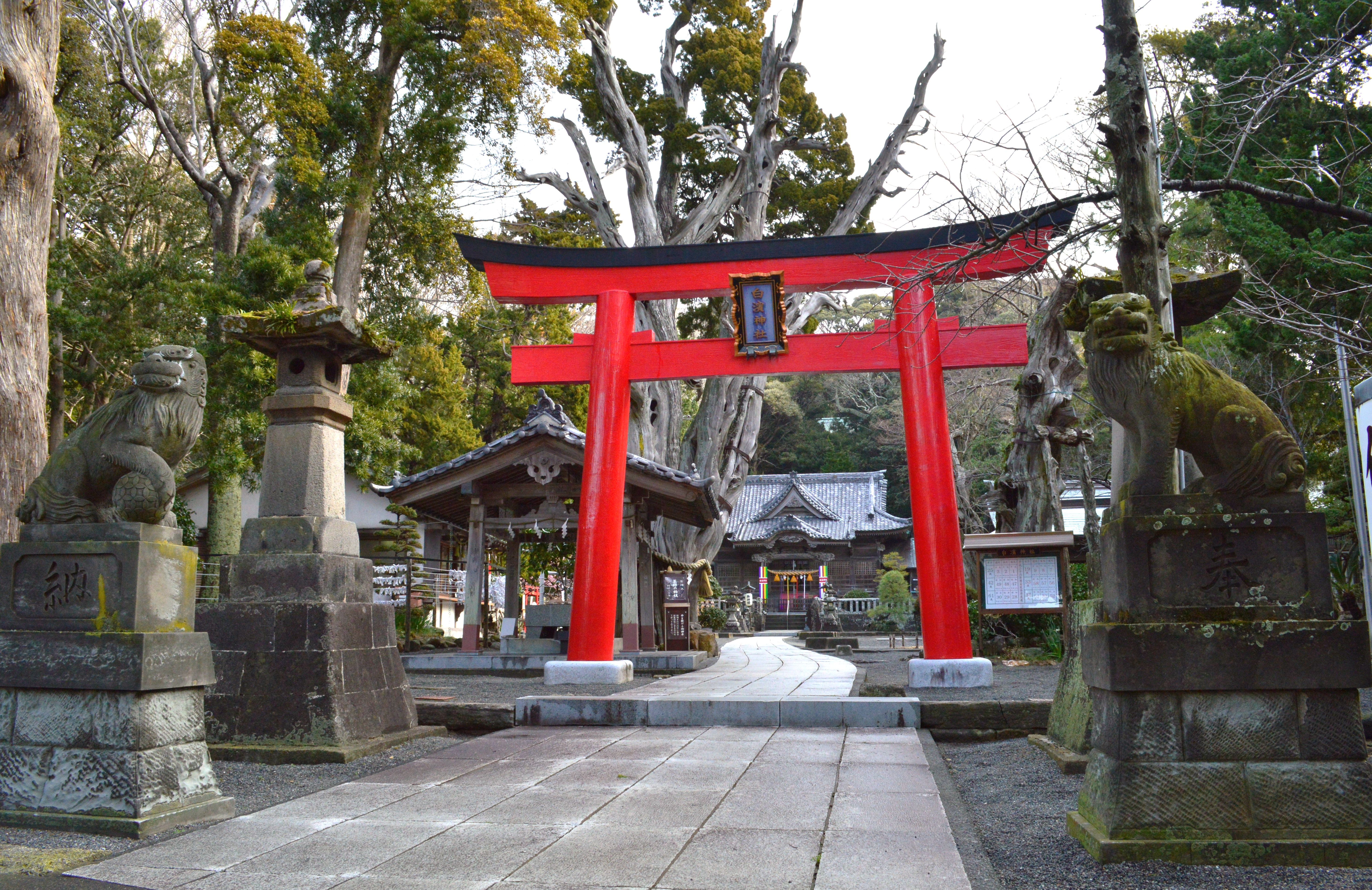
Torii (porte du sanctuaire)
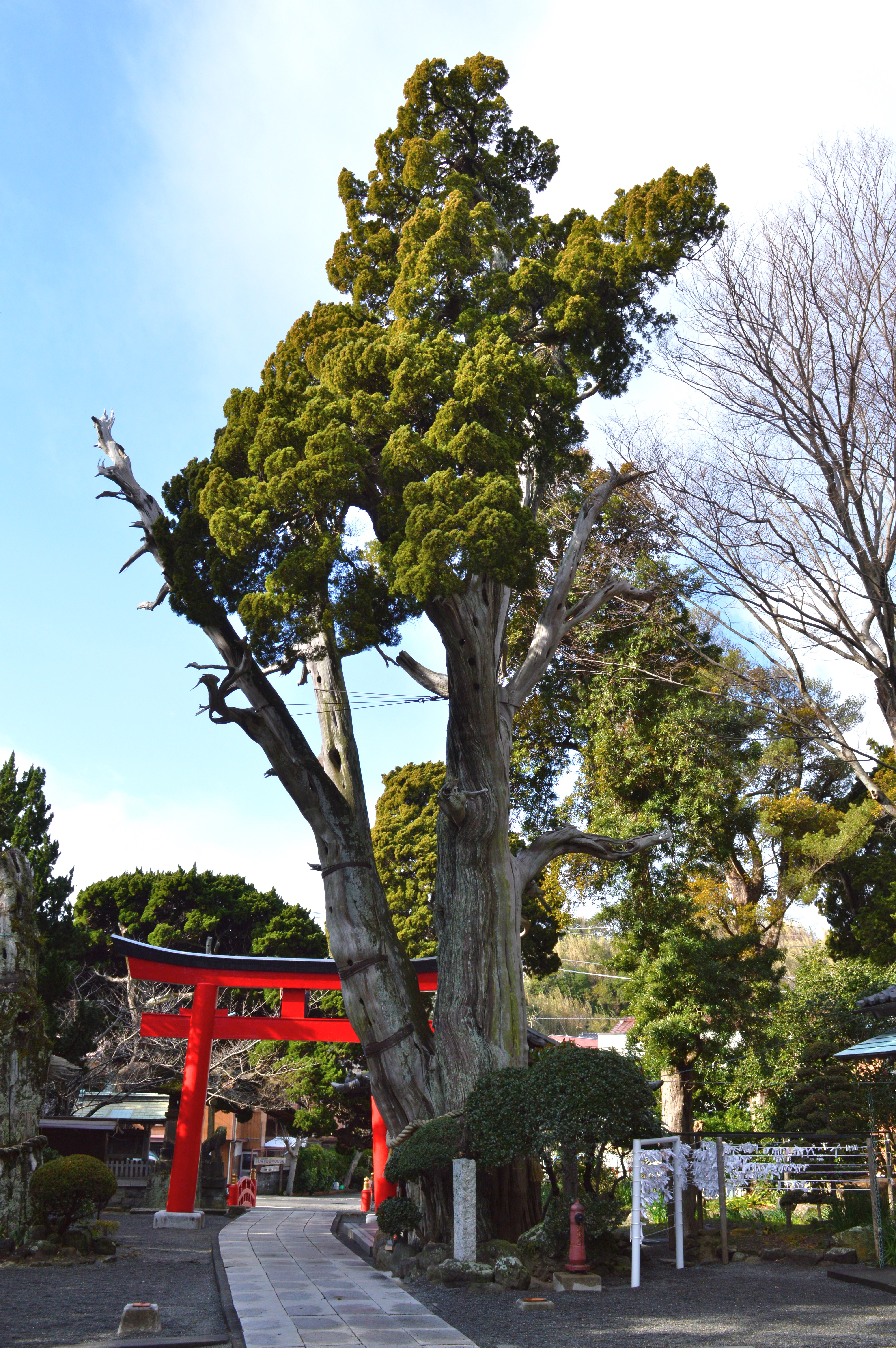
Yakushi-no-byakushin (arbre sacré blanc de la divinité médicinale)
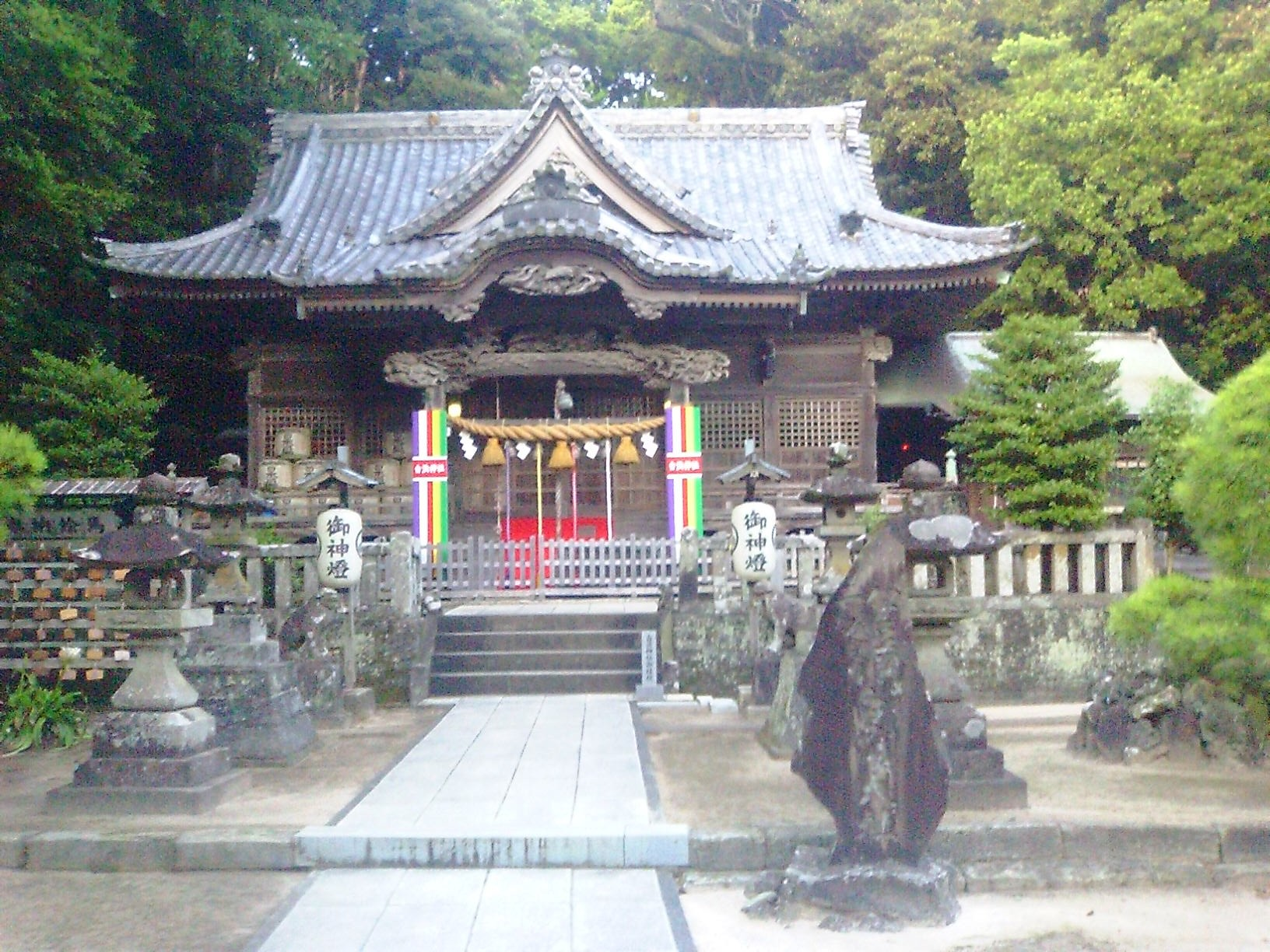
Une vue d'ensemble d'Ikonahimenomikoto-jinja
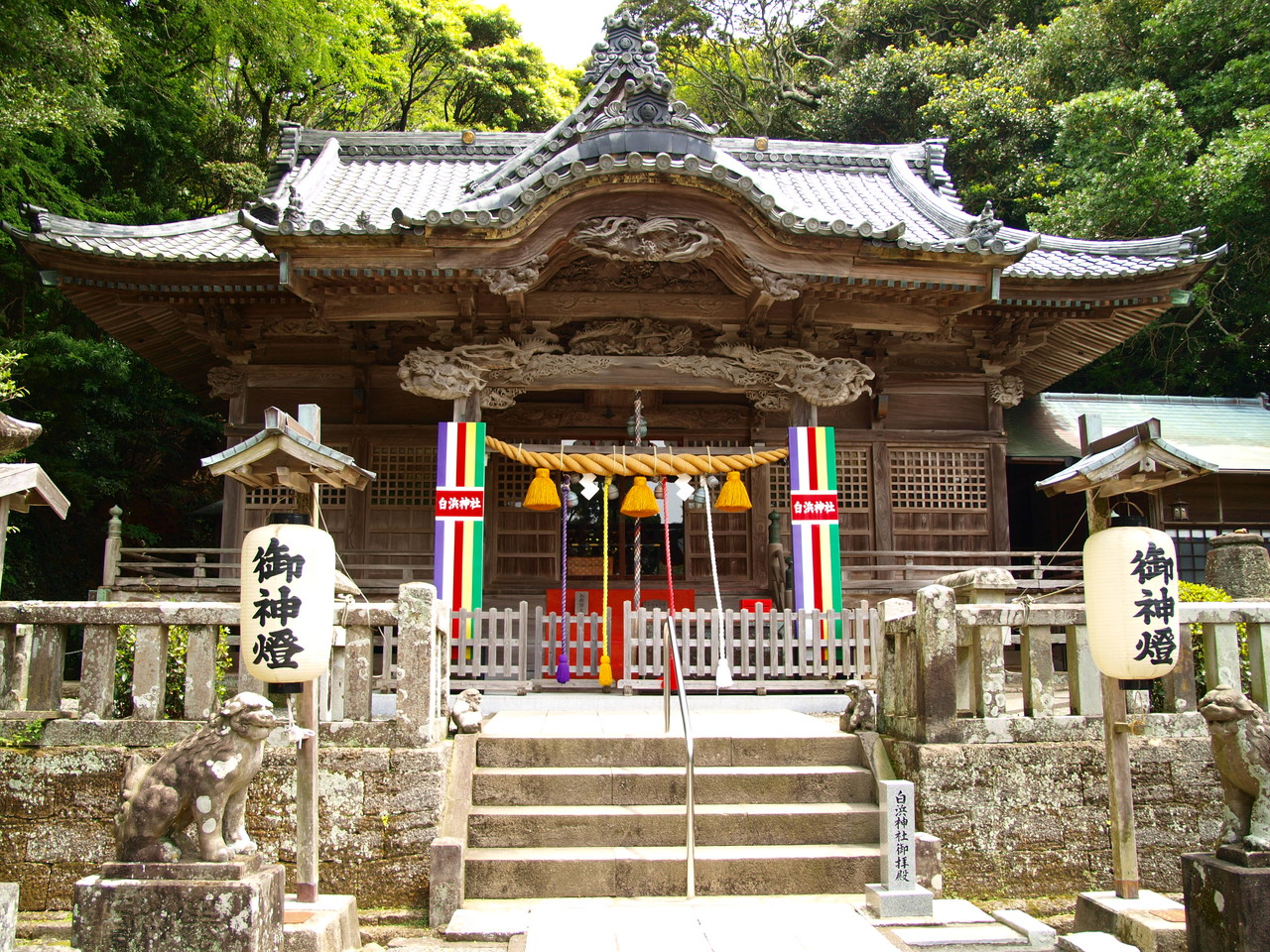
Une autre vue d'Ikonahimeno Mikoto Jinja
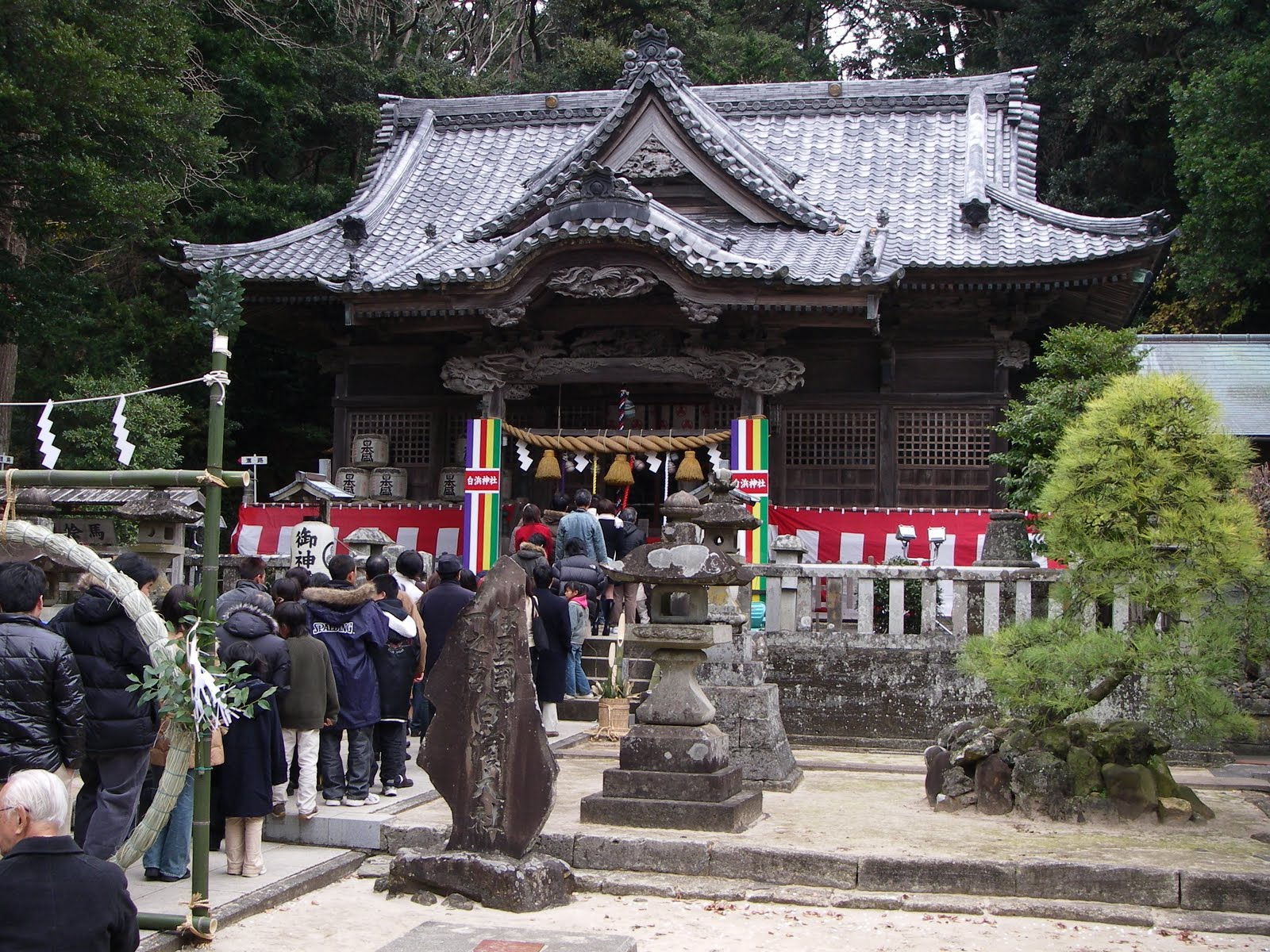
Sanctuaire Ikonahime no Mikoto dans la ville de Shimoda
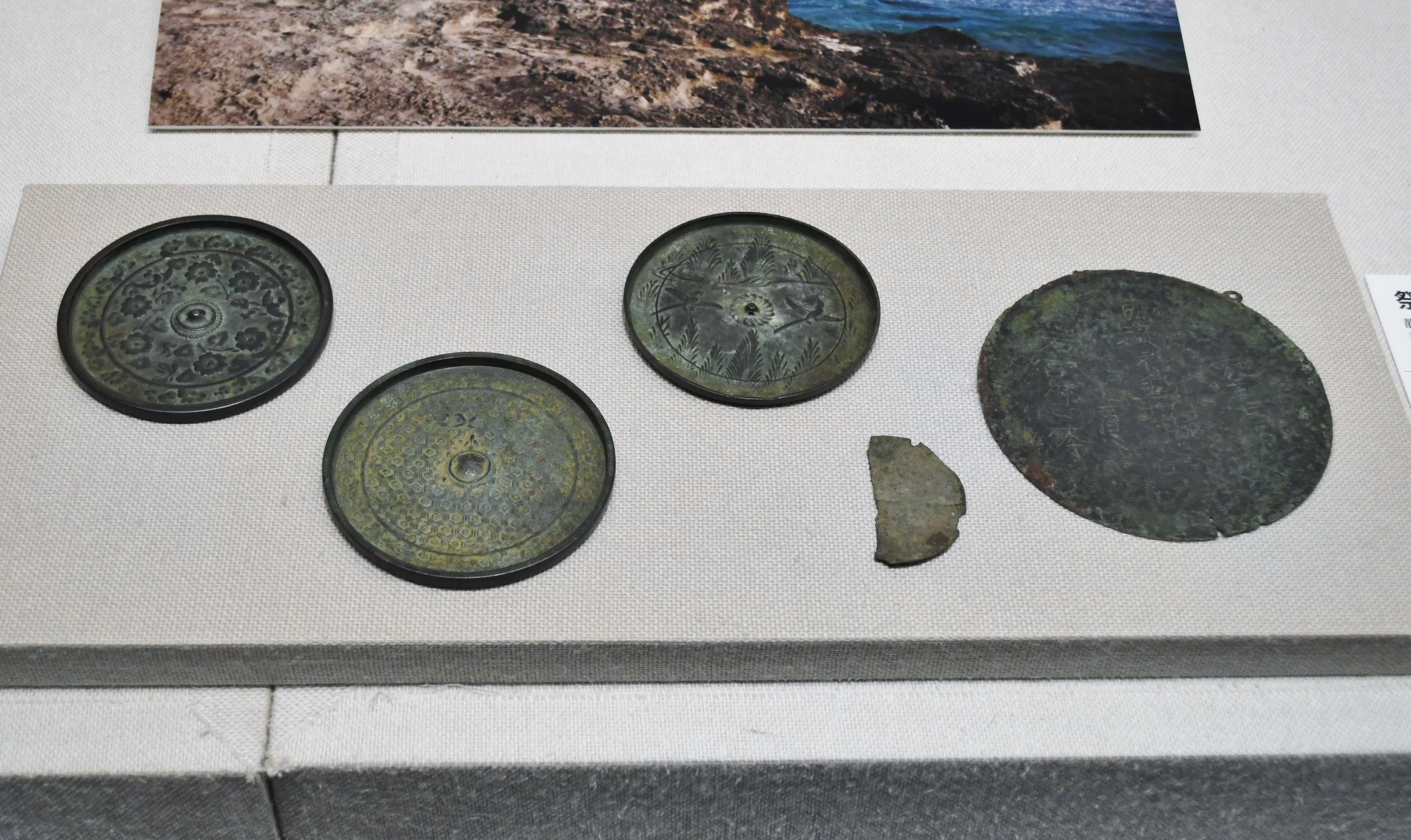
Objets cérémoniaux découverts dans le quartier d'Ikonahime no Mikoto-jinja

## Voir également
- Ichinomiya
- Taisha (sanctuaire)
- Kanpei-taisha
- Sanctuaire Beppyo